# Sacachispas (Uruguay)
Sacachispas, también conocida como Villa Darwin, es una localidad uruguaya del departamento de Soriano.

## Geografía
La localidad está ubicada al noreste del departamento de Soriano, en las costas del arroyo Perico Flaco, sobre el camino que une Paso Burgués en el arroyo Cololó con el Paso del Palmar sobre el río Negro. Unos 14 km la separan de la ruta 14 en su km 35 aproximadamente y a través de esta carretera se une con la capital departamental, Mercedes (50 km).

## Historia
Su historia comenzó el 24 de noviembre de 1833, cuando el naturalista inglés Charles Darwin recorrió la zona del Cerro de los Claveles ubicada cerca a la actual localidad. A este cerro actualmente se lo conoce como "Cerro Darwin", y en él hay un monolito que recuerda su visita.
Por el año 1909, se realizó el fraccionamiento de un campo en la décima sección del departamento de Soriano, en el paraje conocido como Perico Flaco. Por esa misma época, un grupo de vecinos se reunió en la pulpería de Juan Sánchez y decidieron darle el nombre de Sacachispas a la localidad. El nombre podría tener dos orígenes: uno de ellos refiere a que en aquellos tiempos las disputas entre los paisanos gauchos se definían «sacando chispas» con el facón; el otro podría ser la que refiere a la fama de fogosas que tenían las escasas mujeres locales.
De acuerdo a la tradición local, el nombre de Villa Darwin surgió en Montevideo alrededor del año 1930 a través de una propuesta realizada por los representantes del Partido Nacional, que proponía la denominación de la localidad como Villa Lourdes, homenajeando a la patrona local. Pero esta iniciativa tuvo su respuesta por parte de los laicos batllistas, los que en su lugar propusieron el nombre de Villa Darwin; sin embargo, no hubo una resolución legal. A pesar de eso la denominación "Villa Darwin" comenzó a tomar relevancia desde entonces.
En 1973 la Junta Departamental de Soriano otorgó la calidad permanente como centro poblado a Villa Darwin, dejando de lado la original denominación. Muchos años después, en 1999, la Junta Departamental elevó al parlamento la petición de que la localidad recuperara el nombre de Sacachispas. En 2008 se llevó a cabo en la localidad un plebiscito para definir democráticamente cual de los dos nombres llevaría el pueblo, y el nombre Sacachispas fue el ganador. De esta forma pasó al parlamento el proyecto de ley para que se efectivizara tal designación. El 23 de mayo de 2012 el parlamento aprobó la ley 18.908, la cual designa oficialmente al centro poblado con el nombre de Sacachispas.

## Población
Según el censo de 2011 la localidad contaba con una población de 456 habitantes.
| 445           | 502 | 513 | 491 | 582 | 456 |
| (Fuente: INE) |     |     |     |     |     |